# Strzępiń
Strzępiń – wieś w Polsce położona w województwie wielkopolskim, w powiecie grodziskim, w gminie Granowo.

## Historia

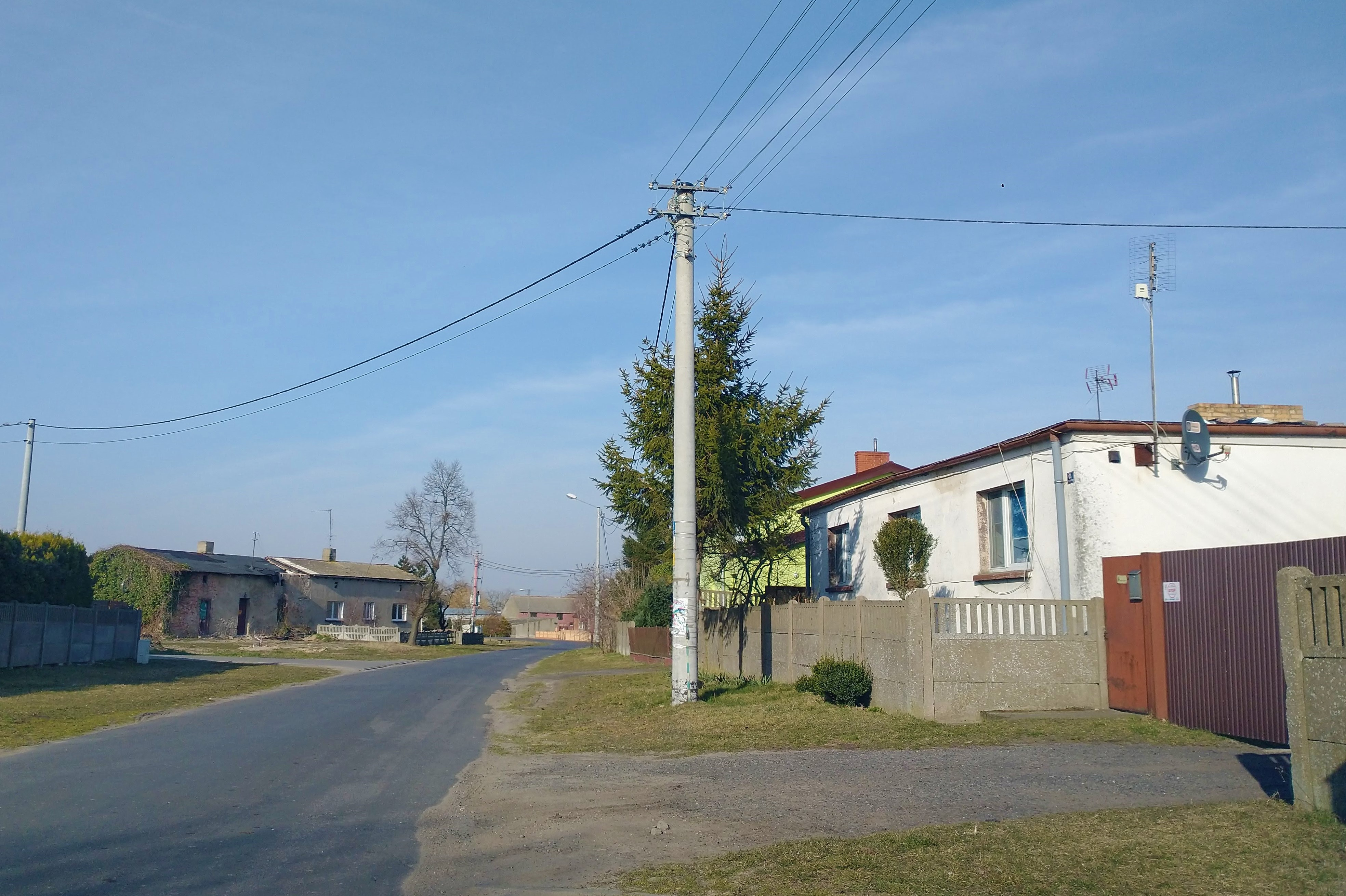
Fragment wsi

Wieś szlachecka Strempin położona była w 1581 roku w powiecie kościańskim województwa poznańskiego.
Leon Plater w XIX-wiecznej książce pod tytułem „Opisanie historyczno-statystyczne Wielkiego Księztwa Poznańskiego” (wyd. 1846) zalicza Strzępiń (wzmiankowany jako Strzempin) do wsi większych w ówczesnym powiecie bukowskim, który dzielił się na cztery okręgi (bukowski, grodziski, lutomyślski oraz lwowkowski). Ówczesny Strzempin należał do okręgu bukowskiego, majętności prywatnej granowskiej, której właścicielem była wówczas Klaudyna Potocka. Według spisu urzędowego z 1837 roku wieś liczyła 126 mieszkańców i 13 dymów (domostw).
W latach 1975–1998 miejscowość administracyjnie należała do województwa poznańskiego.
We wsi urodzili się:
- Mścisław Frankowski (ur. 6 grudnia 1900, zm. 20 marca 1942 w Berlinie) – powstaniec wielkopolski, urzędnik, działacz Stronnictwa Narodowego, jeden z założycieli konspiracyjnej Narodowej Organizacji Bojowej.
- Tomasz Strzępiński, polski duchowny katolicki, podkanclerzy koronny, biskup krakowski.
- Zygmunt Pluciński – polski właściciel ziemski, działacz społeczno-polityczny[6].